# 三氟𨦡
三氟𨦡阳离子是一种假想的阳离子， 化学式 OF+
3。它的结构类似水合氢离子，不过所有的氢原子都被氟原子取代。它和三氟化氮是等电子体。在这个阳离子中，氧的氧化态为 +4。
在所有应用的理论水平（HF，MP2，CCSD(T)）下，OF+
3阳离子均显示出振动稳定性。 OF+
3 的结构可能是三角锥结构， O–F 键长为 1.395 Å ， F–O–F 键角为 104.2° (CCSD(T) 理论)。 计算给出OF+
3阳离子的F+
脱离能为+110.1 kcal mol−1。但是，F
2，OF
2和AsF
5被紫外线照射下的低温反应，除了未反应的原料外，只会产生二氧基盐O+
2[AsF
6]−
。 KrF+
盐对OF
2的氧化也无法提供三氟钅羊阳离子存在的证据。 
假想盐 OF+
3[AsF
6]−
 的生成计算得出大约是热中性的，但是有点不利，因为反应是有点吸热的：
OF
2(g) + F
2(g) + AsF
5(g) → OF+
3[AsF
6]−
(s) = +10.5 kcal mol−1。